# From Monument to Masses

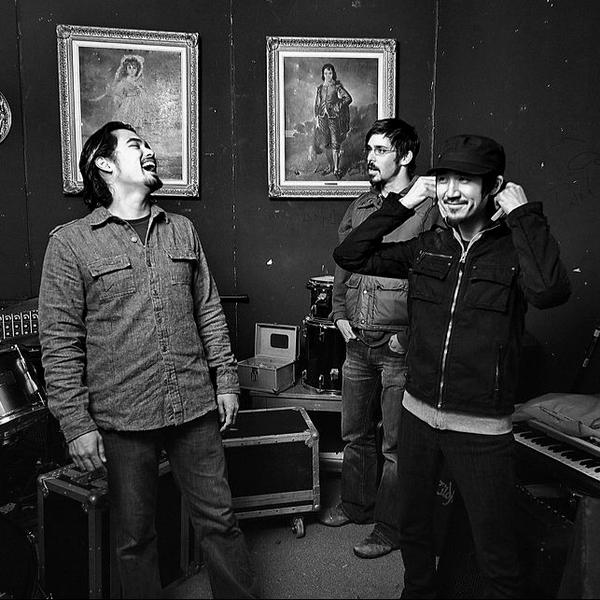
From Monument to Masses

From Monument to Masses (FMTM) war eine amerikanische Postrockband aus San Francisco, Kalifornien und New York City, New York.

## Geschichte
From Monument to Masses wurden im Herbst 2000 durch Francis Choung, Sergio Robledo-Moderazo und Matthew Solberg gegründet. 2002 erschien die erste selbstbetitelte EP auf Dim Mak (u. a. Pretty Girls Make Graves, Bloc Party). 2003 erschien die erste LP The Impossible Leap In One Hundred Simple Steps, ebenfalls auf Dim Mak. 2005 erschien das durch zwei Studiotracks ergänzte Remixalbum Schools Of Thought Contend (u. a. mit Subtitle, Thunderbirds are now). Zu einer Europa-Tournee 2008 erschien eine MCD/Single Beyond God & Elvis auf dem Label Golden Antenna. Im Januar 2009 erschien das dritte Studioalbum On Little Known Frequencies ebenfalls auf Golden Antenna.
Von Beginn an machen sich From Monument to Masses neben der Musik auch durch ihr politisches Engagement einen Namen. Sie sind dem linken antiimperialistischen/globalisierungskritischen Spektrum zuzuordnen, was sich vor allem durch Samples und Platten-/Liedtitel zeigt.
Im April 2010 gab die Band ihre Trennung bekannt.

## Stil
From Monument to Masses spielen instrumentalen Postrock in der Nähe von Tristeza oder den alten Mogwai, der in der Intensität und Komplexität an orchestrale Bands wie Godspeed You! Black Emperor erinnert, dabei aber sehr viel rockiger daher kommt und auch Vergleiche mit den späten Unwound oder Turing Machine zulässt. Die Songs, welche die 5-Minuten-Grenze meist überschreiten, vermitteln die politische Botschaft mittels eingespielter Sprach-Samples.

## Besetzung
- Francis Choung – Schlagzeug, Keyboard, Programming
- Sergio Robledo-Moderazo – Bass, Keyboard, Samples
- Matthew Solberg – Gitarre, Loops

## Diskografie
- 2002: From Monument to Masses (EP) (Dim Mak)
- 2003: The Impossible Leap in One Hundred Simple Steps (CD/LP) (Dim Mak)
- 2005: Schools of Thought Contend (CD/LP) (Dim Mak)
- 2008: Beyond God & Elvis (MCD/Single) (Golden Antenna)
- 2009: On Little Known Frequencies (CD/LP) (Golden Antenna)